# Csengersima
Csengersima is een plaats (község) en gemeente in het Hongaarse comitaat Szabolcs-Szatmár-Bereg. Csengersima telt 741 inwoners (2005).